# Peter Kirsten (Musiker)
Peter Kirsten (* 29. August 1935 in Schwäbisch Hall; † 5. Dezember 2004 in Dietramszell bei München) war ein deutscher Musiker, Produzent und Musikverleger.

## Leben
Kirsten wurde 1955 Jazz-Sänger und arbeitete mit den Orchestern Max Greger und Hugo Strasser zusammen. Mit den Bigbands von Erwin Lehn und Werner Baumgart produzierte er Rundfunksendungen. 1960 wurde Kirsten Solist und Bassist beim Horst Jankowski-Chor. 1964 trat er mit dem Lied Regenbogen, Regenbogen in der deutschen Vorentscheidung zum Eurovision Song Contest an.
Peter Kirsten hat 1966/67 den Münchener Global Musikverlag gegründet, welcher bekannte deutsche und ausländische Künstler unter Vertrag hat. Der erste Künstler, den Kirsten damals unter Vertrag nahm, war der Komponist Horst Jankowski. 1970 gründete Kirsten dann die Firma Global Records, dessen erster Erfolg 1972 mit der Sängerin Joy Fleming und ihrer Band Joy Unlimited war. Weitere Verträge hatte Kirsten unter anderem mit dem Duo Hoffmann & Hoffmann („Himbeereis zum Frühstück“) und mit dem Engländer Mick Jackson, dessen bei Global verlegter Chart-Erfolg „Blame It On The Boogie“, in der Version der „Jackson Five“ zum Welthit wurde.
1979 erweiterte Kirsten seine Firmen und die Arco Studios. Seit 1980 hatte er Gitte Hænning unter Vertrag. Sie feierte mit Kirsten zusammen ihr Comeback mit dem Song „Freu dich bloß nicht zu früh“. Mit Konstantin Wecker begann die Zusammenarbeit im Jahr 1988. Extra dafür gründete Kirsten das Label Global-Musicon.
Der Global Musikverlag gehört bis heute zu den führenden Musikverlagen in Deutschland. Die weltweit wichtigsten Musikverlagskataloge werden durch ihn in Deutschland vertreten. Unter anderem Elvis Presley, Jonathan Brooke, Bob James, Philip Glass, Kylie Minogue, George Harrison, Neil Young, Herbie Hancock, Lee Ritenour, John Denver, eine Auswahl von Leiber and Stoller Kompositionen und die großen US-amerikanischen Kataloge DreamWorks und Cherry Lane. Kirsten verkaufte 1999 seinen Global Musikverlag an Chrysalis.
Kirsten verstarb nach kurzer schwerer Krankheit am 5. Dezember 2004 im Alter von 69 Jahren.

## Schallplatten
- Peter Kirsten: Regenbogen, Regenbogen / Das war der schönste Tanz mit dir, 1964 Vogue